# مدینه جمیرا

نمایی از مدینه جمیرا. برج العرب در پشت مدینه جمیرا قابل مشاهده است.

مدینه جمیرا (در فارسی به معنی شهر زیبا) با مساحت بیش از ۴۰ هکتار، بزرگ‌ترین تفریحگاه مجلل در دبی، امارات متحده عربی است. طراحی این تفریحگاه با الهام از شهرهای سنتی مناطق عرب‌نشین بوده‌است. مالک مدینه جمیرا، شرکت جمیرا است. این تفریحگاه دارای دو هتل بوتیک به نام‌های «القصر» و «مینا السلام» است که بیش از ۴۰ رستوران لوکس و کلاس جهانی دارد. همچنین یک بازار به نام «سوق مدینه جمیرا» نیز در مدینه جمیرا قرار دارد. به گفتهٔ بسیاری، از لوکس‌ترین استراحت‌گاه‌های جهان است.

## مکان
مدینه جمیرا در پایان خیابان جمیرا و در ۱ کیلومتری برج العرب، هتل جمیرا بیچ و پارک آبی وایلد وادی قرار دارد. فرودگاه بین‌المللی دبی در فاصلهٔ زمانی ۳۰ دقیقه‌ای این استراحت‌گاه قرار دارد.

## نگارخانه

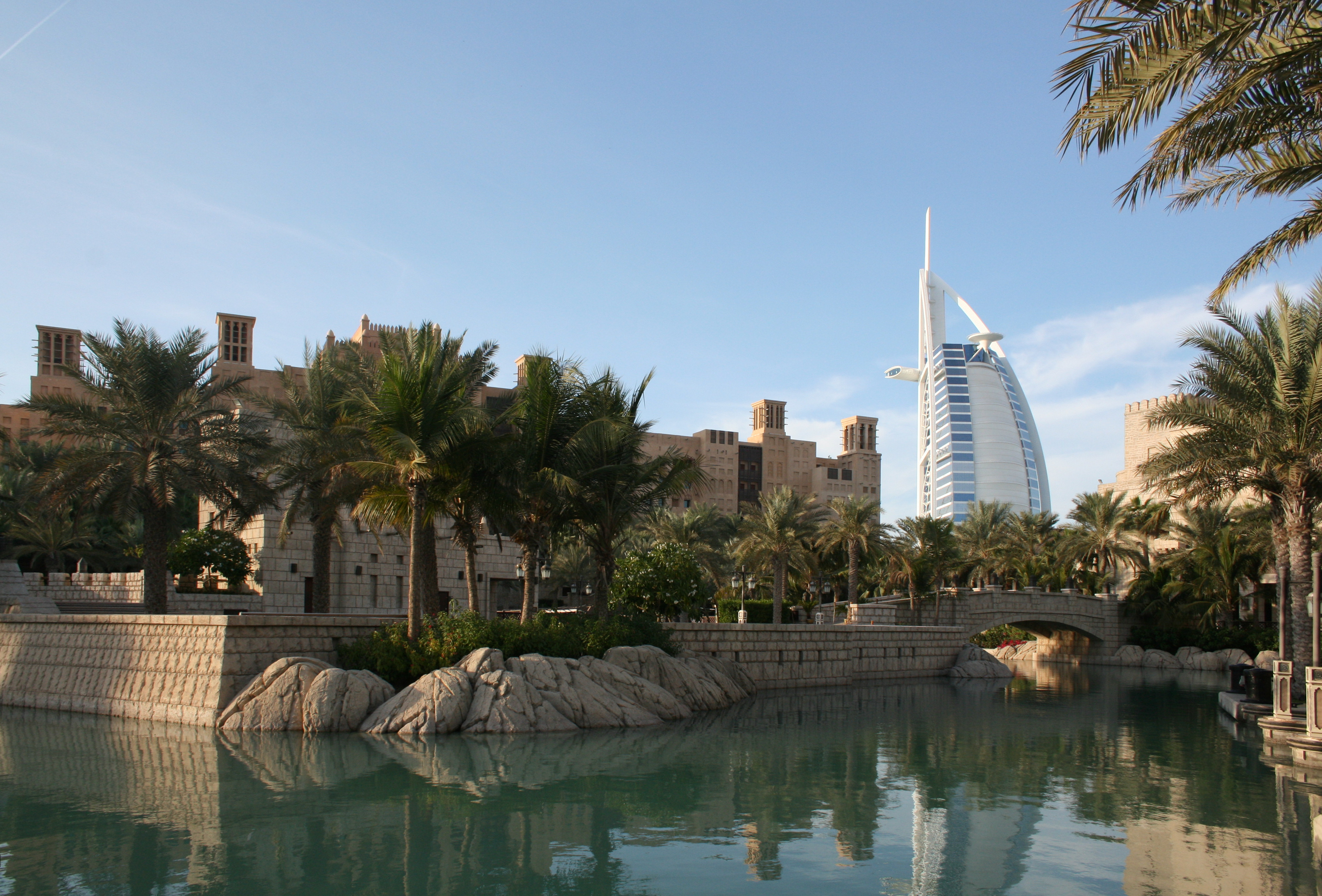
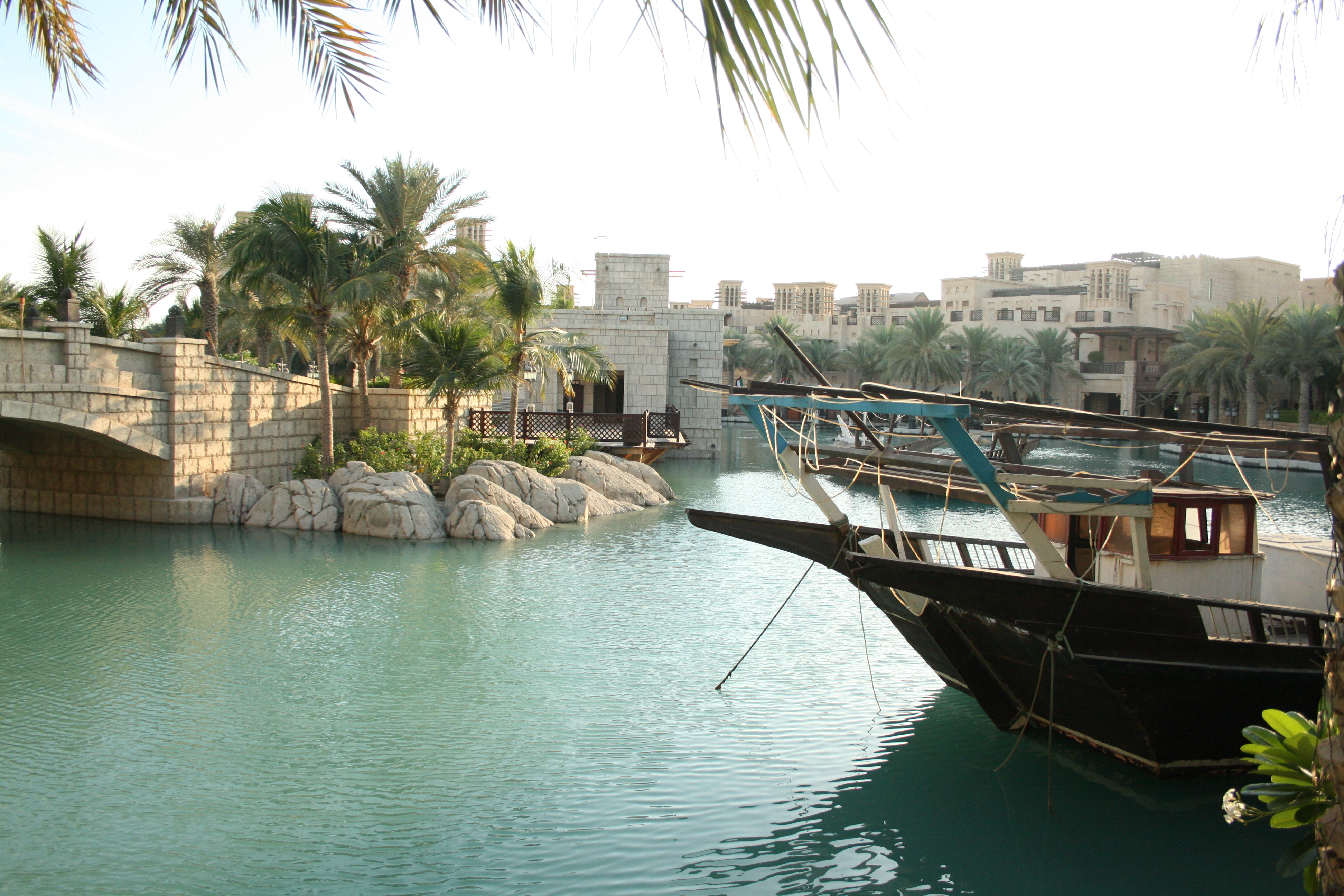